# پنجه‌دراز گلونارنجی
پنجه‌دراز گلونارنجی (نام علمی: Macronyx capensis) نام یک گونه از سرده پنجه‌درازها است.